# Erlanger (Kentucky)
Pour les articles homonymes, voir Erlanger.
La ville d’Erlanger est située dans le comté de Kenton, dans le Commonwealth du Kentucky, aux États-Unis. Sa population s’élevait à 18 082 habitants lors du recensement de 2010, estimée à 18 946 habitants en 2018.
Erlanger fait partie de l’agglomération de Cincinnati.

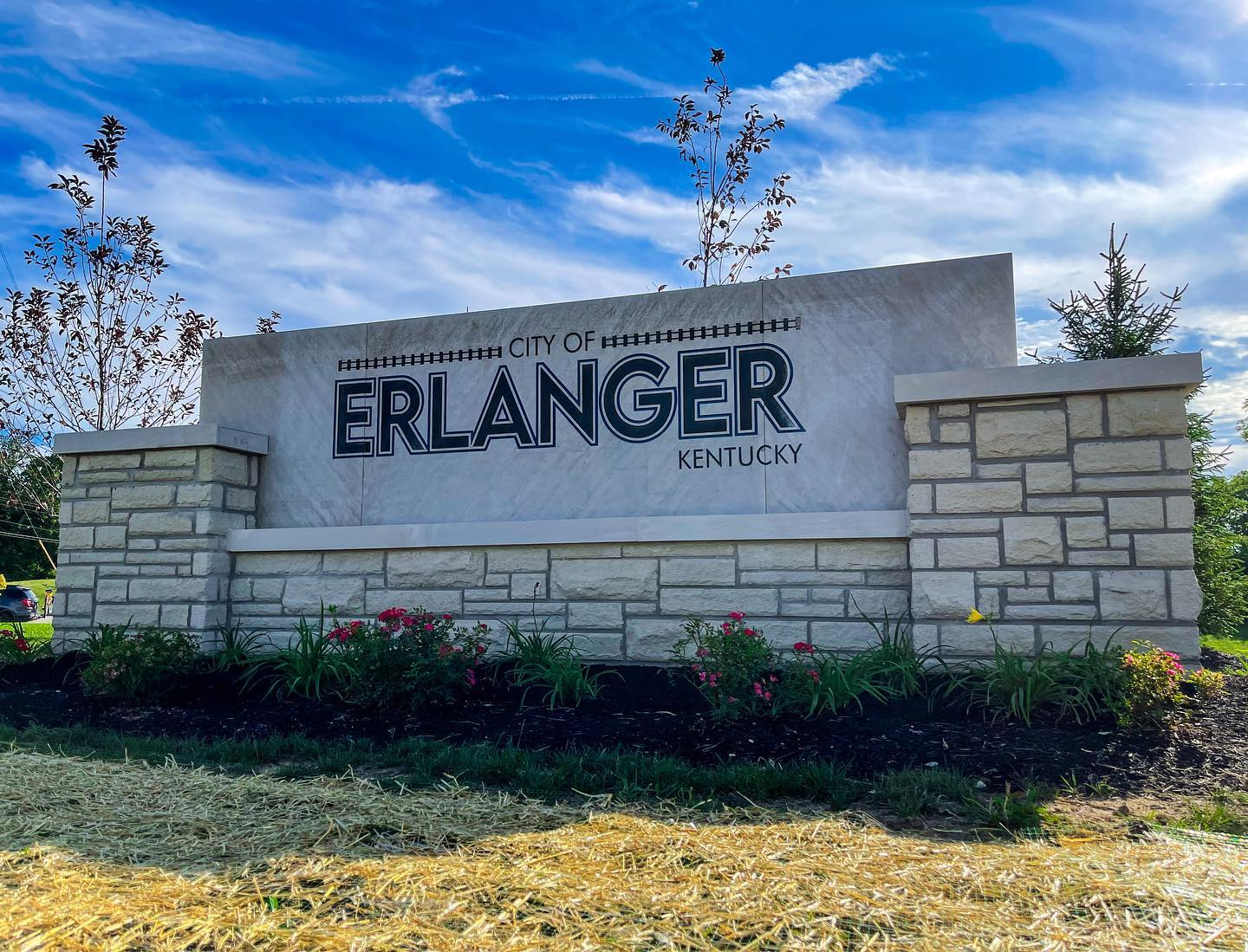
Panneau d'entrée de la ville d'Erlanger

## Histoire
Erlanger a été fondée dans les années 1880, grâce au banquier Émile d'Erlanger qui avait épousé la fille du sénateur américain, John Slidell.

## Source
- (en) Cet article est partiellement ou en totalité issu de l’article de Wikipédia en anglais intitulé « Erlanger, Kentucky » (voir la liste des auteurs).

1. ↑  « History » [archive du 6 février 2016], Boone County (consulté le 24 mars 2018).
2. ↑  (en) « Population and Housing Unit Estimates » (consulté le 1er août 2019)
3. ↑  (en) « Census of Population and Housing » [archive du 26 avril 2015], Census.gov (consulté le 4 juin 2015)